# Монокальцій фосфат
Монокальцій фосфат — це неорганічна сполука з хімічною формулою Ca(H 2 PO 4 ) 2 ("AMCP" або "CMP-A" для безводного монокальційфосфату). Зазвичай зустрічається у вигляді моногідрату ("MCP" або "MCP-M") Ca(H 2 PO 4 ) 2 ·H 2 O. Обидві солі є безбарвними твердими речовинами. Їх використовують в основному як суперфосфатні добрива, а також вони є популярними розпушувачами. 

## Отримання
Матеріал відносно високої чистоти, необхідний для випікання, отримують шляхом обробки гідроксиду кальцію фосфорною кислотою :
Зразки Ca(H 2 PO 4 ) 2 мають тенденцію перетворюватися на дикальцій фосфат :

## Застосування

### Використання в добривах
Суперфосфатні добрива отримують обробкою « фосфатної породи » кислотами («підкислення»). За допомогою фосфорної кислоти фторапатит перетворюють на Ca(H 2 PO 4 ) 2 :
Цю тверду речовину називають потрійним суперфосфатом, якого щороку виробляється кілька мільйонів тон для використання добривами. За допомогою сірчаної кислоти фторапатит перетворюють на суміш Ca(H 2 PO 4 ) 2 та CaSO 4. Цю тверду речовину називають моносуперфосфатом .
Залишковий HF зазвичай реагує з силікатними мінералами, змішаними з фосфатними рудами, утворюючи гексафторокремнієву кислоту (H 2 SiF 6). Більшість гексафторкремнієвої кислоти перетворюється на фторид алюмінію та кріоліт для обробки алюмінію.  Ці матеріали є ключовими для перетворення алюмінієвої руди в метал алюміній .
У разі використання сірчаної кислоти продукт містить фосфогіпс (CaSO 4 ·2H 2 O) і називається суперфосфатом.

### Використання як розпушувач
Дигідрофосфат кальцію використовується в харчовій промисловості як розпушувач, тобто для підняття хлібобулочних виробів. Оскільки він кислий, у поєднанні з лужним інгредієнтом, як правило, бікарбонатом натрію (харчовою содою) або бікарбонатом калію, він реагує з утворенням вуглекислого газу та солі . Зовнішній тиск вуглекислого газу викликає ефект підвищення. У разі поєднання в готовому розпушувачі кислотних та лужних інгредієнтів в правильних пропорціях, вони точно нейтралізують один одного і не суттєво впливають на загальний pH продукту. AMCP і MCP швидко діють, вивільняючи більшу частину вуглекислого газу протягом декількох хвилин після змішування. Це широко використовується в сумішах для млинців . У розпушувачах подвійної дії MCP часто поєднується з повільно діючим кислим пірофосфатом натрію (SAPP). 

## Додаткова література
- Havlin, J.L., J.D. Beaton, S.L. Tisdale, and W.L. Nelson. 2005. Soil Fertility and Fertilizers. 7th edn. Pearson Prentice Hall, N.J., ISBN 0130278246